# اچ‌ام‌اس نارکیسوس (کی۷۴)
اچ‌ام‌اس نارکیسوس (کی۷۴) (به انگلیسی: HMS Narcissus (K74)) یک کشتی بود. این کشتی در سال ۱۹۴۱ ساخته شد.